# Son Heung-min
Son Heung-min (en hangul, 손흥민; en hanja, 孫興慜; Chuncheon, 8 de julio de 1992) es un futbolista surcoreano que juega como delantero en Los Angeles F. C. de la Major League Soccer.
A la temprana edad de 16 años fichó por el Hamburgo S. V. para jugar en el equipo reserva y en el año 2010 dio el salto a la Bundesliga con el primer equipo. Tras tres temporadas en el conjunto, el 13 de junio de 2013 se oficializó su fichaje por el Bayer Leverkusen.
El 28 de agosto de 2015 se hizo oficial su fichaje por el Tottenham Hotspur. El 5 de noviembre de 2017, enfrentando al Crystal Palace, anotó su gol número 20 en la Premier League y se convirtió en el máximo goleador de origen asiático de esa liga.
Con la selección de fútbol de Corea del Sur ha disputado 134 partidos y ha marcado 51 goles, disputando las Copas Mundiales de Brasil 2014, Rusia 2018 y Catar 2022, siendo eliminado en fase de grupos en las primeras dos y en octavos de final en la última, y la Copa Asiática 2015, en la que fueron subcampeones, donde aportó con 3 goles y fue incluido en el equipo ideal.
En 2018 se libró de la mayor parte de los servicios militares que debía afrontar durante dos años al ganar los Juegos Asiáticos, siendo reducido a tres semanas. A principios de mayo de 2020 lo terminó, estando entre los 5 mejores de su promoción.

## Trayectoria

### Primeros años
Nació en Chuncheon, Gangwon. Su padre es Son Woong-jung, un exfutbolista que llegó a jugar una vez con la selección de fútbol de Corea del Sur. Llegó a la academia juvenil del FC Seoul, mismo club en el que militó el lateral derecho coreano Lee Young-pyo.
Cuando tenía 7 años, era fanático del Manchester United en el que jugaba su ídolo Park Ji-sung.
En ese momento, su modelo a seguir era Lee Chung-yong, jugador del Crystal Palace y del Bolton Wanderers entre otros. Aparte de su lengua materna, Son también habla alemán e inglés con fluidez. Su agente, Thies Bliemeister, dijo que Son estaba tan decidido a hacerse un éxito en Europa que aprendió alemán viendo episodios de Bob Esponja.

### Hamburgo S. V.

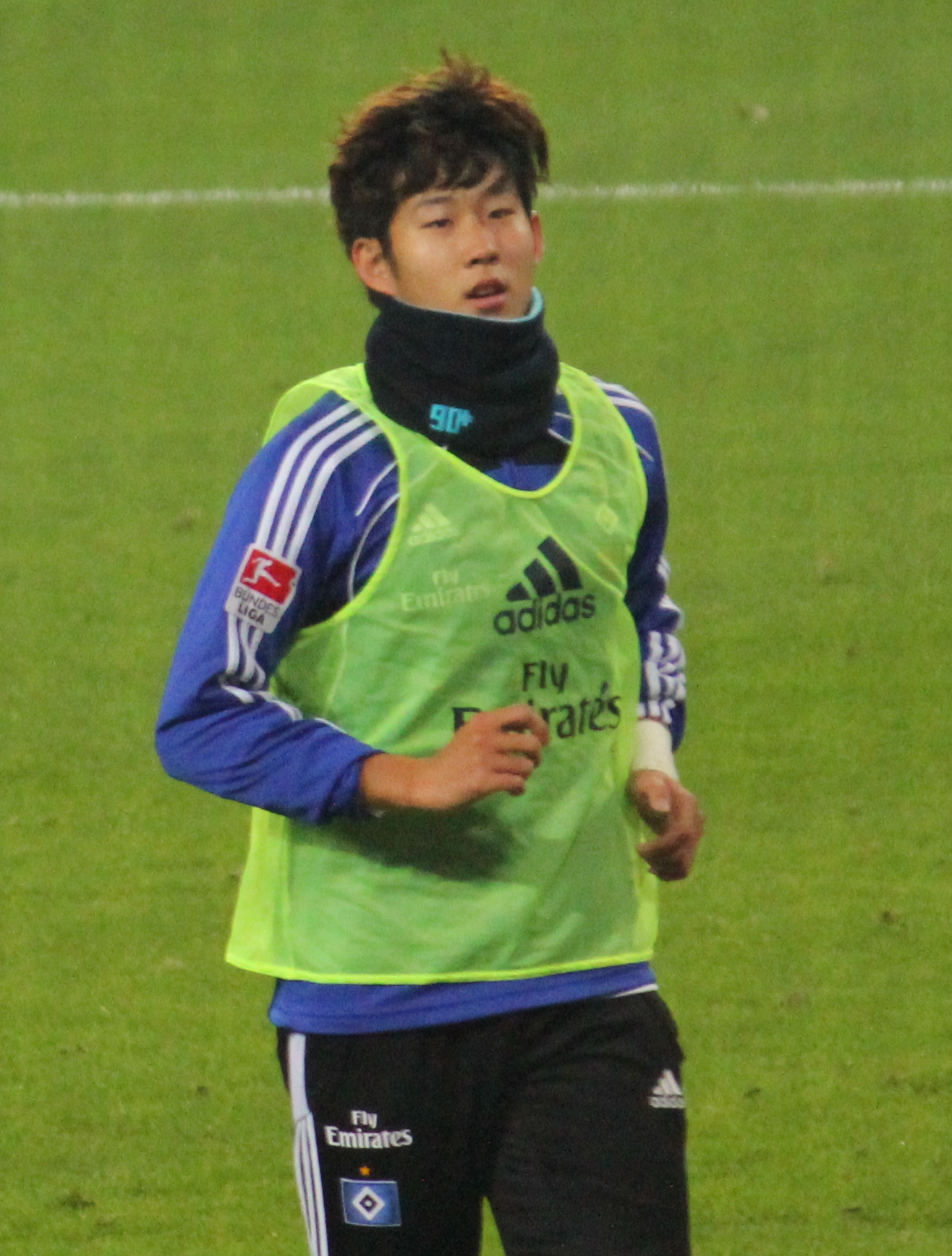
Son con el Hamburgo S. V. en 2011

En agosto de 2008 Son abandonó la Dongbuk High School para unirse a la academia juvenil alemana del Hamburgo S. V. con tan solo 16 años, todo fue gracias al proyecto juvenil de la Asociación de Fútbol de Corea del Sur. Un año después regresó a Corea del Sur. Tras haber participado en la Copa Mundial de Fútbol Sub-17 de 2009, Regresa para quedarse de manera definitiva en el Hamburgo S. V. en noviembre de 2009.
Consiguió sorprender a todos en la pretemporada 2010-11 cuando consiguió marcar un total de nueve goles, lo que le hizo firmar un contrato profesional nada más cumplir los 18 años. En un principio jugó con el filial del club teniendo ficha con el primer equipo pero solo llegó a jugar un total de seis partidos con el Hamburgo S. V. II. Tras dos meses de baja por una lesión en el pie, Son volvía a los terrenos de juego. El 30 de octubre marcó su primer gol en la Bundesliga contra el F. C. Colonia consiguiendo ser el jugador más joven del HSV en la élite del futbol alemán, superando así un récord que poseía Manfred Kaltz.

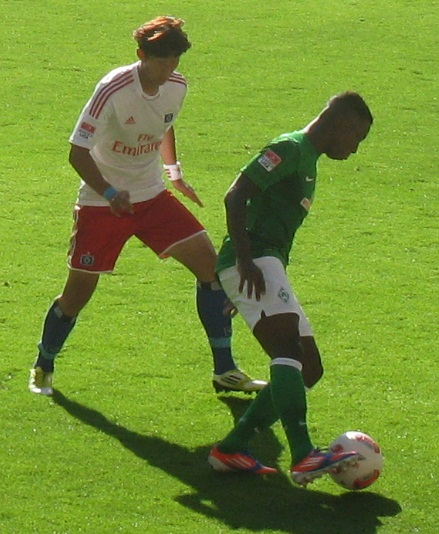
Son jugando con el Hamburgo S. V. contra Elia del Werder Bremen en agosto de 2012

Volvió a firmar un contrato que lo uniría al club hasta junio de 2014, el objetivo del joven coreano era en convertirse en el nuevo Cha Bum-kun, exjugador histórico de la Bundesliga y de la selección de fútbol de Corea del Sur. Aquella campaña jugó un total de 14 partidos con el primer equipo llegando a anotar 3 goles.
Realizó una gran pretemporada en 2011 anotando un total de 18 goles en nueve encuentros disputados. Tras haberse perdido el partido inaugural por fiebre, Son anotó dos goles en tres partidos. Reflejando la pasada temporada, se lesionó del tobillo en la derrota por 4-3 ante el F. C. Colonia lo que le alejaba de los terrenos de juego durante seis semanas; aun así, su recuperación fue más rápida de lo esperado y volvió a regresar a la acción en la derrota por 1-0 ante el Borussia Monchengladbach el 17 de septiembre. Son jugó un total de 30 partidos en los que anotó 5 goles, consiguió goles cruciales contra el Hannover 96 y contra el 1. F. C. Núremberg lo que le garantizó la permanencia al Hamburgo S. V. en la Bundesliga.
Tras las salidas de Mladen Petrić al Fulham y la de Paolo Guerrero al Corinthians en la temporada 2012-13, el entrenador del momento Thorsten Fink eligió a Son como el encargado de ocupar un puesto de titular en el primer equipo. Aquella fue la mejor temporada de Son, ya que consiguió anotar dos goles en la victoria por 4-1 fuera de casa contra el Borussia Dortmund el 9 de febrero de 2013 y por ende fue elegido como el hombre del partido por Kicker Sportmagazin. El 14 de abril volvió a anotar dos goles en la victoria 2-1 contra el Maguncia 05. Acabó la temporada marcando 12 goles en 34 partidos lo que le hizo ser el cuarto futbolista asiático que en la temporada 2012-13 consiguió marcar más de 10 goles en las grandes ligas europeas.

### Bayer Leverkusen

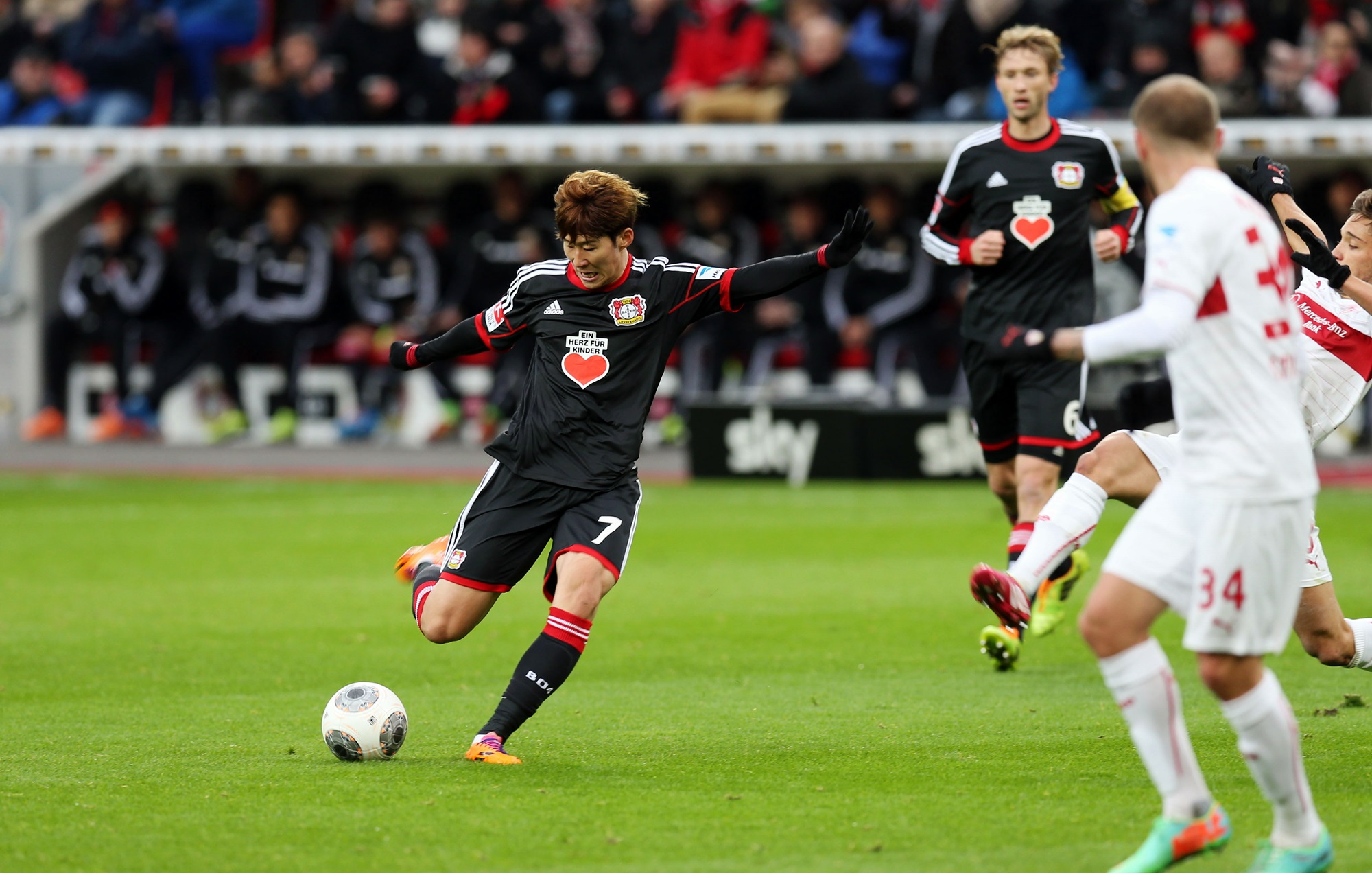
Jugando en el Bayer Leverkusen en 2014

El 13 de junio de 2013, el Bayer 04 Leverkusen anunció la llegada de Son por 10 millones de euros, siendo el fichaje más caro de la historia del club hasta el momento; el atacante firmó un contrato que le unía al club por cinco años. Son realizó una buena pretemporada en la que consiguió marcar tres goles en tres partidos jugados ante el TSV 1860 Múnich, Udinese Calcio y KAS Eupen. Su primer gol con el Bayer en un partido oficial llegó en la primera ronda de la copa alemana ante el SV Lippstadt 08 de sexta división, donde también llegó a dar una asistencia en aquel partido.
Son consiguió abrir el marcador en el primer partido de liga ante el SC Friburgo gracias a una asistencia de su compañero Sidney Sam, días más tarde anotó otro gol en la segunda ronda de la copa alemana gracias al pase de su compañero Lars Bender. Su primer hat-trick llegó el 9 de noviembre de 2013 en un partido de Bundesliga en el que se enfrentó a su antiguo equipo, el Hamburgo S. V., en aquel partido también dio una asistencia a Stefan Kießling. El marcador final fue de 5-3, siendo el segundo futbolista coreano en haber anotado un triplete en Europa después de Sul Ki-hyun y el cuarto asiático en hacerlo. Son fue elegido como el mejor futbolista de la jornada 12 de la Bundesliga. El 7 de diciembre de 2013, Son consigue anotar un gol muy importante ante el Borussia Dortmund, que dejaba al equipo a solo cuatro puntos del líder que era el Bayern Múnich. Durante dos semanas estuvo apartado de los terrenos de juego debido a una lesión muscular. Otro de los mejores goles de Son fue ante el Borussia Monchengladbach desde fuera del área y con asistencia de Sidney Sam. El 10 de mayo de 2014 Son anotó el gol ante el Werder Bremen que daba la clasificación al Bayer para jugar la edición de la Liga de Campeones de la UEFA 2014-15. Son acabó la temporada anotando 12 goles en 43 partidos oficiales volviendo a superar la barrera de los diez goles por segundo año consecutivo.
Son también tuvo un buen comienzo en la temporada 2014-15. Marcó el último tanto en la goleada del Bayer al SV Alemannia Waldalgesheim en uno de los mejores partidos de Stefan Kießling. También participó en los dos partidos de fase previa de la Liga de Campeones de la UEFA 2014-15 ante el FC Copenhague en los que consiguió remontar y abrir una goleada para sellar la clasificación de manera definitiva. Son marcó el segundo gol del partido de UEFA Champions League ante el S. L. Benfica; además, antes de anotar dio una asistencia a su compañero Stefan Kießling. Finalmente el partido acabó con victoria para el Bayer por 3-1. Son fue incluido en el once ideal de la jornada 2 de la UEFA Champions League. El 18 de octubre anotó dos goles tempraneros al VfB Stuttgart y también dio una asistencia a su compañero Karim Bellarabi. Aquel partido terminó con empate a 3 tras una remontada del equipo local en la segunda mitad. Son volvió a ser incluido en el once de la jornada 4 de la fase de grupos de la UEFA Champions League al anotar los dos goles ante el Zenit de San Petersburgo. El 14 de febrero consiguió el segundo triplete de su carrera ante el VfL Wolfsburg en un partido que acabó con derrota por 4-5 y en el que el jugador rival Bas Dost consiguió anotar cuatro goles. Anotó su undécimo gol en liga ante el 1. FSV Maguncia 05. Son acabó la temporada marcando un total de 17 goles en 42 partidos.
Son comenzó la temporada 2015-16 con el Bayer 04 Leverkusen llegando a jugar un partido de 1. Bundesliga y otro de clasificación para la UEFA Champions League.

### Tottenham Hotspur

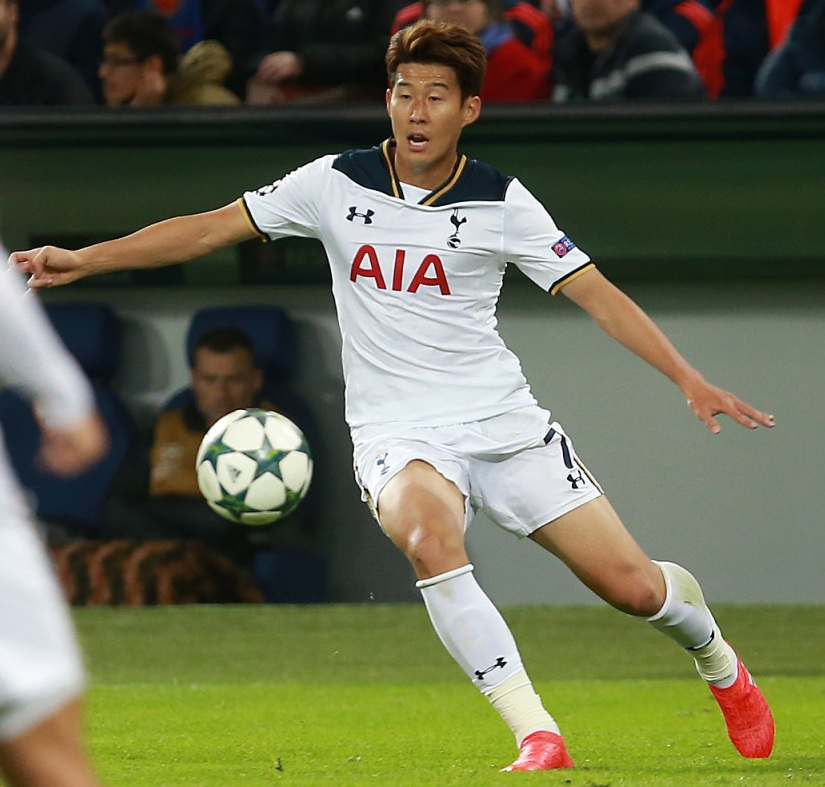
Son Heung-min en un partido contra el PFC CSKA Moscú.

El 28 de agosto de 2015 se hizo oficial su llegada al Tottenham Hotspur por 18 millones de libras.
El 20 de julio de 2018 renovó su contrato hasta el 30 de junio de 2023.
El 3 de noviembre de 2019 cometió una entrada al futbolista del Everton F. C. André Gomes. El jugador portugués se rompió el tobillo derecho tras una caída y choque con Serge Aurier, provocando una gravísima lesión, que concluyó con la expulsión del coreano, el cual abandonó el campo de juego llorando. Dos días después el club decidió apelar la sanción ya que consideraban que no fue justa. Finalmente, la Federación Inglesa le quitó la tarjeta roja.
El 23 de julio de 2021 renovó otra vez su contrato hasta el 30 de junio de 2025.
El 8 de abril de 2023 consiguió su gol número cien en la Premier League, convirtiéndose de este modo en el primer jugador asiático en la historia de la competición en alcanzar esa cifra.
El 21 de mayo de 2025, tras diez temporadas en el club, consiguió ganar la Liga Europa de la UEFA en San Mamés, logrando como capitán el primer título con la entidad.
El 2 de agosto de 2025, en una conferencia de prensa de pretemporada en Seúl, anunció que dejaría el Tottenham antes del inicio de la temporada. El partido amistoso ante el Newcastle United del día siguiente marcó su despedida. Vistió la camiseta del conjunto londinense por última vez en su país natal, Corea del Sur, en el Estadio Mundialista de Seúl, con un empate 1-1. En total disputó 454 partidos oficiales y participó en 274 goles, de los cuales marcó 173 que le convertían en el quinto máximo goleador histórico del club en ese momento.

### Experiencia americana
El 6 de agosto se confirmó su marcha a Estados Unidos tras ser traspasado a Los Angeles F. C. El acuerdo se cerró en unos 26.5 millones de dólares, siendo el fichaje más caro en la historia de la Major League Soccer. Debutó tres días después y provocó un penalti que permitió al equipo conseguir un empate ante Chicago Fire.

## Selección nacional

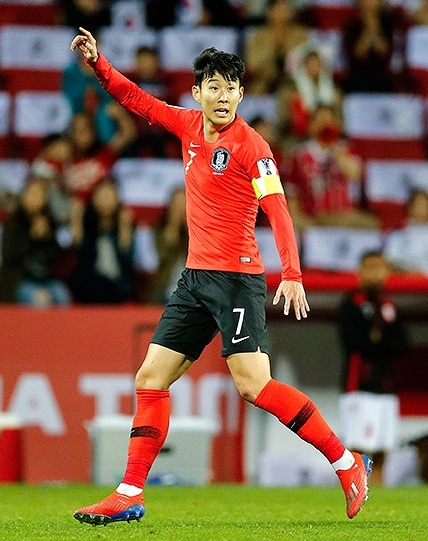
Son durante el partido de octavos de final entre Corea del Sur y Baréin, en la Copa Asiática de la AFC 2019

El 30 de mayo de 2014 el entrenador Hong Myung-bo lo incluyó en la lista final de 23 jugadores que competirían en la Copa Mundial de Fútbol de 2014.
En 2015 participó en la Copa Asiática, competición en la que llegaron a la final pero fueron derrotados por la anfitriona Australia.
El 2 de junio de 2018 el seleccionador Shin Tae-yong lo incluyó en la lista de 23 para la Copa Mundial de Fútbol de 2018. Jugó su segundo Mundial en Rusia. Corea del Sur quedó eliminada en la primera fase, pero Son marcó dos goles, uno de ellos en la victoria por 2 a 0 sobre Alemania.
El 6 de junio de 2022 se convirtió en el decimoséptimo jugador en alcanzar las cien internacionalidades con Corea del Sur tras salir de inicio en un amistoso ante Chile.

### Participaciones en la selección nacional
| Competición                         | Sede                                | Resultado                           | Partidos | Goles |
| ----------------------------------- | ----------------------------------- | ----------------------------------- | -------- | ----- |
| Copa Asiática 2011                  | Catar                               | Tercer lugar                        | 4        | 1     |
| Copa Mundial FIFA 2014              | Brasil                              | Primera fase                        | 3        | 1     |
| Copa Asiática 2015                  | Australia                           | Subcampeón                          | 5        | 3     |
| Copa Mundial FIFA 2018              | Rusia                               | Primera fase                        | 3        | 2     |
| Copa Asiática 2019                  | EAU                                 | Cuartos de final                    | 3        | 0     |
| Copa Mundial FIFA 2022              | Catar                               | Octavos de final                    | 4        | 0     |
| Copa Asiática 2023                  | Catar                               | Semifinales                         | 6        | 3     |
| Total parcial en selección nacional | Total parcial en selección nacional | Total parcial en selección nacional | 28       | 10    |

#### Goles internacionales
Ha disputado 134 partidos y ha marcado 51 goles. Previamente ya había jugado con las categorías inferiores. Disputó la Copa Mundial de Fútbol de 2014, en la que marcó un gol y la Copa Asiática 2015, en la que marcó tres goles, donde fueron subcampeones y fue uno de los escogidos para entrar en el equipo ideal.
| Gol | Fecha                    | Sede                                                 | Oponente   | Marcador | Resultado | Competencia                        |
| --- | ------------------------ | ---------------------------------------------------- | ---------- | -------- | --------- | ---------------------------------- |
| 1.  | 18 de enero de 2011      | Estadio Al Gharafa, Doha, Catar                      | India      | 1 - 4    | 1 – 4     | Copa Asiática 2011                 |
| 2.  | 26 de marzo de 2013      | Estadio Mundialista de Seúl, Seúl, Corea del Sur     | Catar      | 2 - 1    | 2 – 1     | Clasificación para el Mundial 2014 |
| 3.  | 6 de septiembre de 2013  | Estadio de Fútbol de Incheon, Incheon, Corea del Sur | Haití      | 1–0      | 4 – 1     | Amistoso                           |
| 4.  | 6 de septiembre de 2013  | Estadio de Fútbol de Incheon, Incheon, Corea del Sur | Haití      | 4 - 1    | 4 – 1     | Amistoso                           |
| 5.  | 15 de octubre de 2013    | Estadio Cheonan, Cheonan, Corea del Sur              | Malí       | 2 - 1    | 3 – 1     | Amistoso                           |
| 6.  | 5 de marzo de 2014       | Estadio Karaiskakis, Atenas, Grecia                  | Grecia     | 2 - 0    | 2 – 0     | Amistoso                           |
| 7.  | 22 de junio de 2014      | Estadio Beira-Rio, Porto Alegre, Brasil              | Argelia    | 1 - 3    | 2 – 4     | Copa Mundial de Fútbol de 2014     |
| 8.  | 22 de enero de 2015      | AAMI Park, Melbourne, Australia                      | Uzbekistán | 0 - 1    | 0 – 2     | Copa Asiática 2015                 |
| 9.  | 22 de enero de 2015      | AAMI Park, Melbourne, Australia                      | Uzbekistán | 0 - 2    | 0 – 2     | Copa Asiática 2015                 |
| 10. | 31 de enero de 2015      | ANZ Stadium, Sídney, Australia                       | Australia  | 1 - 1    | 2 – 1     | Copa Asiática 2015                 |
| 11. | 16 de junio de 2015      | Estadio Rajamangala, Bangkok, Tailandia              | Birmania   | 2 - 0    | 2 – 0     | Clasificación para el Mundial 2018 |
| 12. | 3 de septiembre de 2015  | Estadio Hwaseong, Hwaseong, Corea del Sur            | Laos       | 2- 0     | 8 – 0     | Clasificación para el Mundial 2018 |
| 13. | 3 de septiembre de 2015  | Estadio Hwaseong, Hwaseong, Corea del Sur            | Laos       | 5 - 0    | 8 – 0     | Clasificación para el Mundial 2018 |
| 14. | 3 de septiembre de 2015  | Estadio Hwaseong, Hwaseong, Corea del Sur            | Laos       | 7 - 0    | 8 – 0     | Clasificación para el Mundial 2018 |
| 15. | 17 de noviembre de 2015  | Nuevo Estadio Nacional de Laos, Vientián, Laos       | Laos       | 3- 0     | 5 – 0     | Clasificación para el Mundial 2018 |
| 16. | 17 de noviembre de 2015  | Nuevo Estadio Nacional de Laos, Vientián, Laos       | Laos       | 5 - 0    | 5 – 0     | Clasificación para el Mundial 2018 |
| 17. | 3 de octubre de 2016     | Estadio Mundialista de Suwon, Suwon, Corea del Sur   | Catar      | 3 - 2    | 3 – 2     | Clasificación para el Mundial 2018 |
| 18. | 10 de octubre de 2017    | Tisson Arena, Bienne, Suiza                          | Marruecos  | 1 - 3    | 1 – 3     | Amistoso                           |
| 19. | 14 de noviembre de 2017  | Suwon World Stadium, Suwon                           | Colombia   | 1 - 0    | 2 – 1     | Amistoso                           |
| 20. | 14 de noviembre de 2017  | Suwon World Stadium, Suwon                           | Colombia   | 2 - 0    | 2 – 1     | Amistoso                           |
| 21. | 28 de mayo de 2018       | Daeju World Cup Stadium, Suwon                       | Honduras   | 1 - 0    | 2 – 0     | Amistoso                           |
| 22. | 23 de junio de 2018      | Rostov Arena, Rostov                                 | México     | 1 – 2    | 1 – 2     | Copa Mundial de Fútbol de 2018     |
| 23. | 27 de junio de 2018      | Kazán Arena, Kazán                                   | Alemania   | 2 – 0    | 2 – 0     | Copa Mundial de Fútbol de 2018     |
| 24. | 26 de marzo de 2019      | Estadio Mundialista de Seúl, Seúl                    | Colombia   | 1 – 0    | 2 – 1     | Amistoso                           |
| 25. | 10 de octubre de 2019    | Estadio de Hwaseong, Hwaseong                        | Sri Lanka  | 1 - 0    | 8 - 0     | Clasificación para el Mundial 2022 |
| 26. | 10 de octubre de 2019    | Estadio de Hwaseong, Hwaseong                        | Sri Lanka  | 5 - 0    | 8 - 0     | Clasificación para el Mundial 2022 |
| 27. | 13 de junio de 2021      | Estadio de Goyang, Goyang                            | Líbano     | 2 – 1    | 2 – 1     | Clasificación para el Mundial 2022 |
| 28. | 7 de octubre de 2021     | Estadio Ansan Wa~, Ansan                             | Siria      | 2 – 1    | 2 – 1     | Clasificación para el Mundial 2022 |
| 29. | 12 de octubre de 2021    | Estadio Azadi, Teherán, Irán                         | Irán       | 1 – 0    | 1 – 1     | Clasificación para el Mundial 2022 |
| 30. | 16 de noviembre de 2021  | Estadio Thani bin Jassim, Doha, Catar                | Irak       | 2 – 0    | 3 – 0     | Clasificación para el Mundial 2022 |
| 31. | 24 de marzo de 2022      | Estadio Mundialista de Seúl, Seúl                    | Irán       | 1 – 0    | 2 – 0     | Clasificación para el Mundial 2022 |
| 32. | 6 de junio de 2022       | Estadio Mundialista de Daejeon, Daejeon              | Chile      | 2 – 0    | 2 – 0     | Amistoso                           |
| 33. | 10 de junio de 2022      | Estadio Mundialista de Suwon, Suwon                  | Paraguay   | 1 – 2    | 2 – 2     | Amistoso                           |
| 34. | 23 de septiembre de 2022 | Estadio de Goyang, Goyang                            | Costa Rica | 2 – 2    | 2 – 2     | Amistoso                           |
| 35. | 27 de septiembre de 2022 | Estadio Mundialista de Seúl, Seúl                    | Camerún    | 1 – 0    | 1 – 0     | Amistoso                           |
| 36. | 24 de marzo de 2023      | Estadio de Fútbol Ulsan Munsu, Ulsan                 | Colombia   | 1 – 0    | 2 – 2     | Amistoso                           |
| 37. | 24 de marzo de 2023      | Estadio de Fútbol Ulsan Munsu, Ulsan                 | Colombia   | 2 – 0    | 2 – 2     | Amistoso                           |
| 38. | 17 de octubre de 2023    | Estadio Mundialista de Suwon, Suwon                  | Vietnam    | 4 – 0    | 6 – 0     | Amistoso                           |
| 39. | 16 de noviembre de 2023  | Estadio Mundialista de Seúl, Seúl                    | Singapur   | 3 – 0    | 5 – 0     | Clasificación para el Mundial 2026 |
| 40. | 21 de noviembre de 2023  | Shenzhen Universiade Sports Centre, Shenzhen         | China      | 1 – 0    | 3 – 0     | Clasificación para el Mundial 2026 |
| 41. | 21 de noviembre de 2023  | Shenzhen Universiade Sports Centre, Shenzhen         | China      | 2 – 0    | 3 – 0     | Clasificación para el Mundial 2026 |
| 42. | 20 de enero de 2024      | Estadio Al Thumama, Doha                             | Jordania   | 1 – 0    | 2 – 2     | Copa Asiática 2023                 |
| 43. | 25 de enero de 2024      | Estadio Al Janoub, Al Wakrah                         | Malasia    | 3 – 2    | 3 – 3     | Copa Asiática 2023                 |
| 44. | 2 de febrero de 2024     | Estadio Al Janoub, Al Wakrah                         | Australia  | 2 – 1    | 2 – 1     | Copa Asiática 2023                 |
| 45. | 21 de marzo de 2024      | Estadio Mundialista de Seúl, Seúl                    | Tailandia  | 1 – 0    | 1 – 1     | Clasificación para el Mundial 2026 |
| 46. | 26 de marzo de 2024      | Estadio Rajamangala, Bangkok                         | Tailandia  | 2 – 0    | 3 – 0     | Clasificación para el Mundial 2026 |
| 47. | 6 de junio de 2024       | Estadio Nacional de Singapur, Singapur               | Singapur   | 3 – 0    | 7 – 0     | Clasificación para el Mundial 2026 |
| 48. | 6 de junio de 2024       | Estadio Nacional de Singapur, Singapur               | Singapur   | 5 – 0    | 7 – 0     | Clasificación para el Mundial 2026 |
| 49. | 10 de septiembre de 2024 | Complejo Deportivo del Sultan Qaboos, Mascate        | Omán       | 2 – 1    | 3 – 1     | Clasificación para el Mundial 2026 |
| 50. | 14 de noviembre de 2024  | Estadio Internacional Jaber Al-Ahmad, Kuwait         | Kuwait     | 2 – 0    | 3 – 1     | Clasificación para el Mundial 2026 |
| 51. | 19 de noviembre de 2024  | Estadio Internacional de Amán, Amán                  | Palestina  | 1 – 1    | 1 – 1     | Clasificación para el Mundial 2026 |

## Estadísticas

### Clubes
Actualizado al último partido disputado el 16 de agosto de 2025.
| Club                               | Div.          | Temporada     | Liga  | Liga  | Copas nacionales | Copas nacionales | Copas internacionales | Copas internacionales | Total | Total | Media goleadora |
| Club                               | Div.          | Temporada     | Part. | Goles | Part.            | Goles            | Part.                 | Goles                 | Part. | Goles | Media goleadora |
| ---------------------------------- | ------------- | ------------- | ----- | ----- | ---------------- | ---------------- | --------------------- | --------------------- | ----- | ----- | --------------- |
| Hamburgo S. V. II · Alemania       | 4.ª           | 2009-10       | 6     | 1     | —                | —                | —                     | —                     | 6     | 1     | 0.17            |
| Hamburgo S. V. II · Alemania       | Total club    | Total club    | 6     | 1     | 0                | 0                | 0                     | 0                     | 6     | 1     | 0.17            |
| Hamburgo S. V. · Alemania          | 1.ª           | 2010-11       | 13    | 3     | 1                | 0                | —                     | —                     | 14    | 3     | 0.21            |
| Hamburgo S. V. · Alemania          | 1.ª           | 2011-12       | 27    | 5     | 3                | 0                | —                     | —                     | 30    | 5     | 0.17            |
| Hamburgo S. V. · Alemania          | 1.ª           | 2012-13       | 33    | 12    | 1                | 0                | —                     | —                     | 34    | 12    | 0.35            |
| Hamburgo S. V. · Alemania          | Total club    | Total club    | 73    | 20    | 5                | 0                | 0                     | 0                     | 78    | 20    | 0.26            |
| Bayer 04 Leverkusen · Alemania     | 1.ª           | 2013-14       | 31    | 10    | 4                | 2                | 8                     | 0                     | 43    | 12    | 0.28            |
| Bayer 04 Leverkusen · Alemania     | 1.ª           | 2014-15       | 30    | 11    | 2                | 1                | 10                    | 5                     | 42    | 17    | 0.4             |
| Bayer 04 Leverkusen · Alemania     | 1.ª           | 2015-16       | 1     | 0     | 0                | 0                | 1                     | 0                     | 2     | 0     | 0               |
| Bayer 04 Leverkusen · Alemania     | Total club    | Total club    | 62    | 21    | 6                | 3                | 19                    | 5                     | 87    | 29    | 0.33            |
| Tottenham Hotspur F. C. Inglaterra | 1.ª           | 2015-16       | 28    | 4     | 5                | 1                | 7                     | 3                     | 40    | 8     | 0.2             |
| Tottenham Hotspur F. C. Inglaterra | 1.ª           | 2016-17       | 34    | 14    | 5                | 6                | 8                     | 1                     | 47    | 21    | 0.45            |
| Tottenham Hotspur F. C. Inglaterra | 1.ª           | 2017-18       | 37    | 12    | 9                | 2                | 7                     | 4                     | 53    | 18    | 0.34            |
| Tottenham Hotspur F. C. Inglaterra | 1.ª           | 2018-19       | 31    | 12    | 5                | 4                | 12                    | 4                     | 48    | 20    | 0.42            |
| Tottenham Hotspur F. C. Inglaterra | 1.ª           | 2019-20       | 30    | 11    | 5                | 2                | 6                     | 5                     | 41    | 18    | 0.44            |
| Tottenham Hotspur F. C. Inglaterra | 1.ª           | 2020-21       | 37    | 17    | 5                | 1                | 9                     | 4                     | 51    | 22    | 0.43            |
| Tottenham Hotspur F. C. Inglaterra | 1.ª           | 2021-22       | 35    | 23    | 6                | 0                | 4                     | 1                     | 45    | 24    | 0.53            |
| Tottenham Hotspur F. C. Inglaterra | 1.ª           | 2022-23       | 36    | 10    | 3                | 2                | 8                     | 2                     | 47    | 14    | 0.3             |
| Tottenham Hotspur F. C. Inglaterra | 1.ª           | 2023-24       | 35    | 17    | 1                | 0                | —                     | —                     | 36    | 17    | 0.47            |
| Tottenham Hotspur F. C. Inglaterra | 1.ª           | 2024-25       | 30    | 7     | 6                | 1                | 10                    | 3                     | 46    | 11    | 0.24            |
| Tottenham Hotspur F. C. Inglaterra | Total club    | Total club    | 333   | 127   | 50               | 19               | 71                    | 27                    | 454   | 173   | 0.38            |
| Los Angeles F. C. Estados Unidos   | 1.ª           | 2025          | 2     | 0     | —                | —                | —                     | —                     | 2     | 0     | 0               |
| Los Angeles F. C. Estados Unidos   | Total club    | Total club    | 2     | 0     | 0                | 0                | 0                     | 0                     | 2     | 0     | 0               |
| Total carrera                      | Total carrera | Total carrera | 476   | 169   | 61               | 22               | 90                    | 32                    | 627   | 223   | 0.36            |
| 1. 2.                              |               |               |       |       |                  |                  |                       |                       |       |       |                 |

#### Tripletes
| 1 | 9 de noviembre de 2013   | Bayer Leverkusen - Hamburgo        |  | 5 - 3 | 1. Bundesliga 2013-14     |
| 2 | 14 de febrero de 2015    | Bayer Leverkusen - Wolfsburgo      |  | 4 - 5 | 1. Bundesliga 2014-15     |
| 3 | 3 de septiembre de 2015  | Corea del Sur - Laos               |  | 8 - 0 | Eliminatoria Mundial 2018 |
| 4 | 12 de marzo de 2017      | Tottenham Hotspur - Millwall       |  | 6 - 0 | FA Cup 2016-17            |
| 5 | 20 de septiembre de 2020 | Southampton - Tottenham Hotspur    |  | 2 - 5 | Premier League 2020-21    |
| 6 | 9 de abril de 2022       | Aston Villa - Tottenham Hotspur    |  | 0 - 4 | Premier League 2021-22    |
| 7 | 17 de septiembre de 2022 | Tottenham Hotspur - Leicester City |  | 6 - 2 | Premier League 2022-23    |
| 8 | 2 de septiembre de 2023  | Burnley - Tottenham Hotspur        |  | 2 - 5 | Premier League 2023-24    |

### Selecciones
- Actualizado al 24 de septiembre de 2022.

| Club                   | Año                   | Amistoso | Amistoso | Copa Asia | Copa Asia | Copa del Mundo | Copa del Mundo | Clasificación Copa Asia | Clasificación Copa Asia | Eliminatorias | Eliminatorias | Total | Total |
| Club                   | Año                   | Part.    | Goles    | Part.     | Goles     | Part.          | Goles          | Part.                   | Goles                   | Part.         | Goles         | Part. | Goles |
| ---------------------- | --------------------- | -------- | -------- | --------- | --------- | -------------- | -------------- | ----------------------- | ----------------------- | ------------- | ------------- | ----- | ----- |
| Sub-17 Corea del Sur   | 2008                  | 0        | 0        | 10        | 4         | -              | -              | -                       | -                       | -             | -             | 10    | 4     |
| Sub-17 Corea del Sur   | 2009                  | 0        | 0        | -         | -         | 5              | 3              | -                       | -                       | -             | -             | 5     | 3     |
| Sub-17 Corea del Sur   | Total                 | 0        | 0        | 10        | 4         | 5              | 3              | -                       | -                       | -             | -             | 15    | 7     |
| Absoluta Corea del Sur | 2010                  | 1        | 0        | -         | -         | -              | -              | -                       | -                       | -             | -             | 1     | 0     |
| Absoluta Corea del Sur | 2011                  | 1        | 0        | 4         | 1         | -              | -              | -                       | -                       | 3             | 0             | 8     | 1     |
| Absoluta Corea del Sur | 2012                  | 1        | 0        | -         | -         | -              | -              | -                       | -                       | 2             | 0             | 3     | 0     |
| Absoluta Corea del Sur | 2013                  | 6        | 1        | -         | -         | -              | -              | -                       | -                       | 5             | 3             | 11    | 4     |
| Absoluta Corea del Sur | 2014                  | 9        | 1        | -         | -         | 3              | 1              | -                       | -                       | -             | -             | 12    | 2     |
| Absoluta Corea del Sur | 2015                  | 4        | 0        | 5         | 3         | -              | -              | -                       | -                       | 2             | 4             | 11    | 7     |
| Absoluta Corea del Sur | 2016                  | 2        | 0        | -         | -         | -              | -              | -                       | -                       | 4             | 1             | 6     | 1     |
| Absoluta Corea del Sur | 2017                  | 5        | 0        | -         | -         | -              | -              | -                       | -                       | 4             | 0             | 9     | 0     |
| Absoluta Corea del Sur | 2018                  | 10       | 1        | -         | -         | 3              | 2              | -                       | -                       | -             | -             | 13    | 3     |
| Absoluta Corea del Sur | 2019                  | 6        | 1        | 3         | 0         | -              | -              | -                       | -                       | 4             | 2             | 13    | 3     |
| Absoluta Corea del Sur | 2020                  | 2        | 0        | -         | -         | -              | -              | -                       | -                       | -             | -             | 2     | 0     |
| Absoluta Corea del Sur | 2021                  | -        | -        | -         | -         | -              | -              | -                       | -                       | 7             | 4             | 7     | 4     |
| Absoluta Corea del Sur | 2022                  | 7        | 5        | -         | -         | -              | -              | -                       | -                       | 2             | 1             | 8     | 6     |
| Absoluta Corea del Sur | Total                 | 52       | 7        | 12        | 4         | 6              | 3              | 0                       | 0                       | 33            | 15            | 105   | 31    |
| Total en la selección  | Total en la selección | 52       | 7        | 22        | 8         | 11             | 6              | 0                       | 0                       | 33            | 15            | 118   | 38    |

## Palmarés

### Títulos internacionales
| Título                 | Equipo                  | Sede      | Año  |
| ---------------------- | ----------------------- | --------- | ---- |
| Juegos Asiáticos       | Corea del Sur sub-23    | Indonesia | 2018 |
| Liga Europa de la UEFA | Tottenham Hotspur F. C. | Bilbao    | 2025 |

### Distinciones individuales
| Distinción                                                          | Año                                |
| ------------------------------------------------------------------- | ---------------------------------- |
| Jugador del año para la Asociación de Fútbol de Corea               | 2013, 2014, 2017, 2019, 2020, 2021 |
| Jugador del año para la AFiE                                        | 2014                               |
| Futbolista del año en Asia para la Confederación Asiática de Fútbol | 2015                               |
| Premier League Player of the Month (septiembre)                     | 2016                               |
| Premier League Goal of the Season                                   | 2019-20                            |
| Premio Puskás                                                       | 2020                               |
| Bota de Oro de la Premier League                                    | 2022                               |
| Parte de los 100 mejores jugadores del mundo según The Guardian     | 2022                               |
| Premier League Player of the Month (septiembre)                     | 2023                               |

## Servicio militar
El 6 de abril de 2020, mientras la Premier League fue suspendida debido a la pandemia de coronavirus, Son confirmó que llevaría a cabo su servicio militar (obligatorio para los surcoreanos). Después de completar una cuarentena de dos semanas al regresar a Corea, sirvió en el cuerpo de marines de Corea durante tres semanas, en la isla de Jeju. Se le concedió el grito de guerra "Pilsung" (victoria certera) por sus buenos resultados, quedando entre los 5 primeros de su promoción de 157.

## Filmografía

### Programas de televisión
| Año           | Título      | Notas   |
| ------------- | ----------- | ------- |
| 2019-presente | Sonsational | miembro |